# Тате
Тате (Тати; англ. Tati River) — река на востоке Ботсваны, приток реки Шаши, которая в свою очередь является притоком реки Лимпопо. Протекает через город Франсистаун, где слева принимает приток, реку Инчве.
Как и почти все реки Ботсваны, бо́льшую часть года Тате представляет собой сухое русло, которое наполняется водой лишь на несколько дней в году, когда идут сильные дожди. В 2008 году на реке была построена плотина Нтимбале, что позволило обеспечить водой ряд деревень в Северо-Восточном округе Ботсваны. Вода реки загрязняется промышленными и бытовыми отходами, имеется риск заболевания холерой при употреблении воды в некипячёном виде.